# Leela (álbum)
Leela é o primeiro álbum de estúdio da banda brasileira Leela. O álbum foi lançado em 2004 pela EMI, e é conhecido também por "Ver o que Eu Faço".

## Faixas
| N.º | Título                                   | Duração |  |
| 1.  | "Odeio Gostar"                           |         |  |
| 2.  | "Ver o que Faço"                         |         |  |
| 3.  | "Te Procuro"                             |         |  |
| 4.  | "Uma Chance"                             |         |  |
| 5.  | "Prato Principal"                        |         |  |
| 6.  | "Qualquer um"                            |         |  |
| 7.  | "Romance Fugitivo"                       |         |  |
| 8.  | "Beijos Quentes"                         |         |  |
| 9.  | "Blá, Blá, Blá... Eu Te Amo (radio Blá)" |         |  |
| 10. | "Último Jantar"                          |         |  |
| 11. | "Sou Assim"                              |         |  |

## Singles
- Te Procuro
- Odeio Gostar